# میدنشا
میدنشا (انگلیسی: Meidensha) شرکت تجهیزات الکتریکی ژاپنی است، که در سال ۱۸۹۷ تأسیس شد.